# Живая очередь

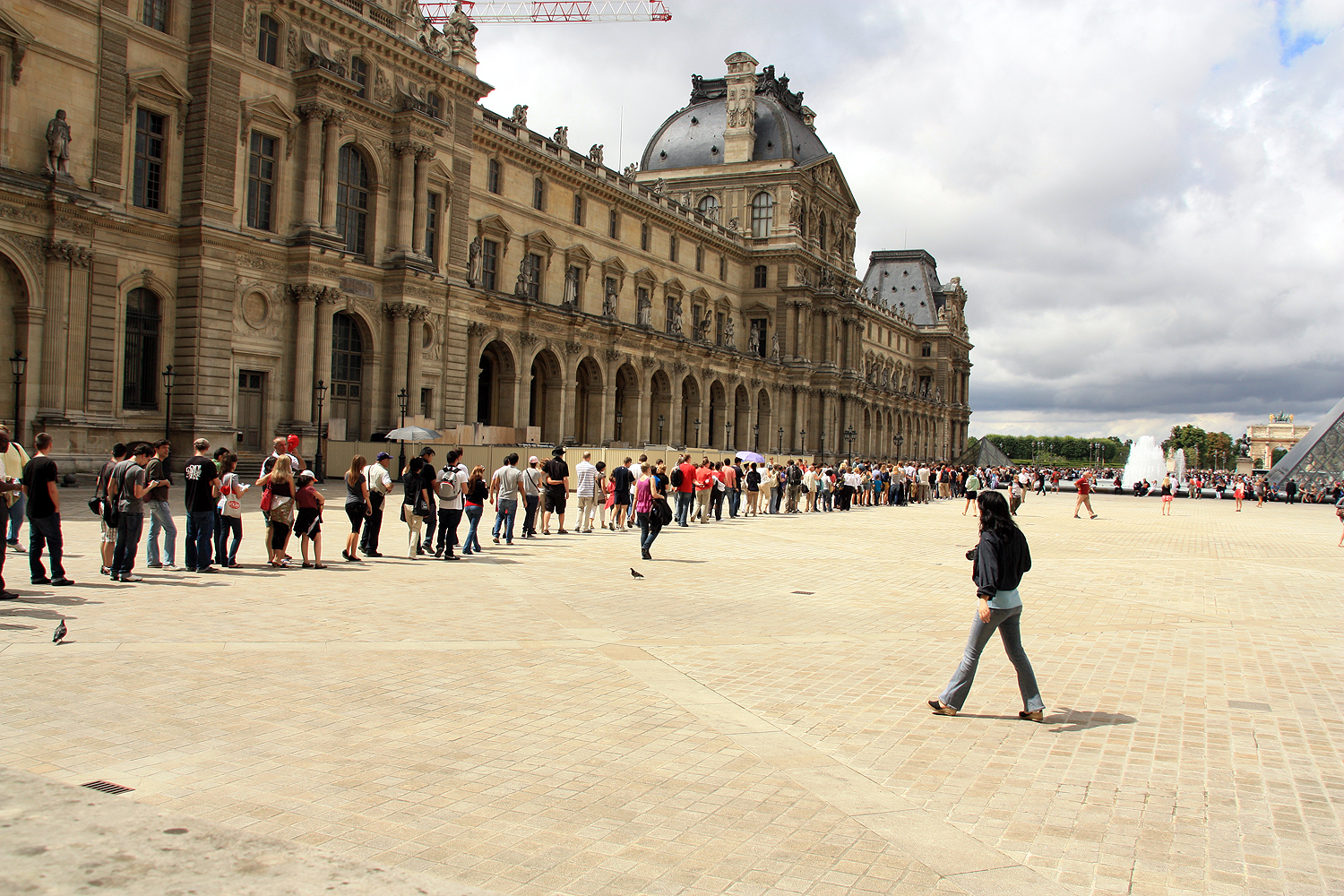
Очередь посетителей в Лувр

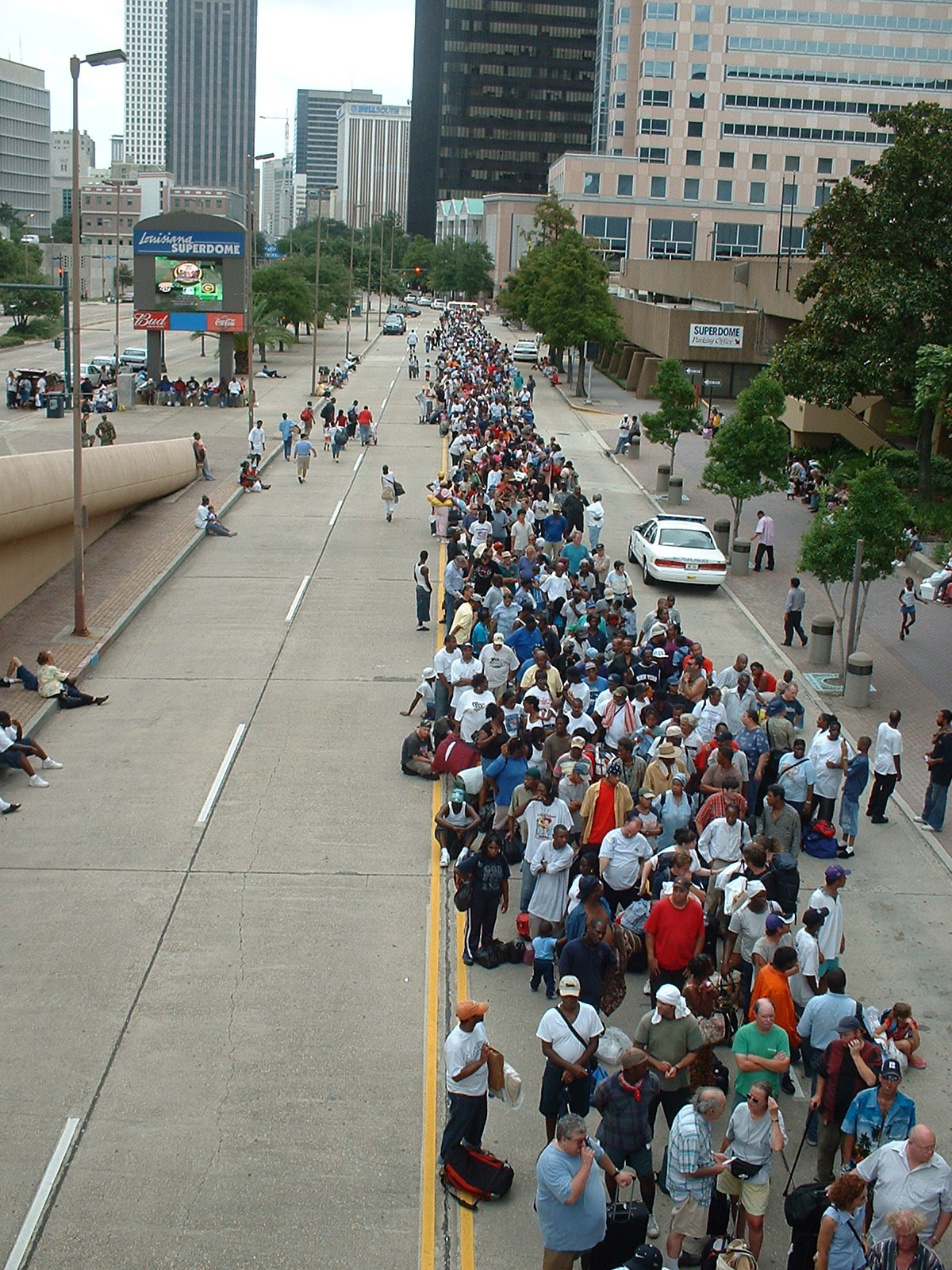
Очередь в убежище в Новом Орлеане после урагана Катрина

Живая очередь — последовательность людей, ожидающих чего-либо (например, возможности совершить покупку в магазине, предоставления жилой площади и т. д.).
Существуют различные виды организации очередей: от фактически стоящей на ногах вереницы людей до последовательности имен, записанной в компьютере.
Первые очереди в России появились во время Первой мировой войны, когда возник дефицит различных товаров. В 1915-16 гг. очереди называли хвостами, существовал даже глагол «хвоститься», то есть стоять в очереди.
Очереди за дефицитными товарами были типичны для советского быта.
Существуют некоторые правила очередности для льготных категорий населения. Например, им часто предоставляется внеочередное обслуживание.

## Услуги в очередях
Получила распространение услуга ожидания в очереди. Люди, стоящие в очереди, зачастую за деньги, вместо другого человека — трамитадоры.